# Dario Jagić
Dario Jagić (4. siječnja 1979., Tuzla) je bivši hrvatski juniorski reprezentativac, športski direktor RK Rovinj i potpredsjednik RK Medulin.

## Životopis
Rođen u Tuzli. Završio studij hotelijersko-turističkog managementa na Nikozijskom sveučilištu. Prvi strijelac 1. Hrvatske rukometne lige u sezoni 2003./04. s Crikvenicom. Dobitnik priznanja Najbolji športaš Grada Crikvenice 2003. godine. Glavni tajnik udruge Akademija dobro življenja.
Pokretač projekta "Youth Movement Power", višešportske manifestacije s preko 3000 natjecatelja svake godine u Rovinju, Poreču i Puli te "Special Power League" () športske lige za djecu i osobe s teškoćama u razvoju u koji su se uključili vrhunski športski kolektivi poput GNK Dinamo Zagreb, NK Istra 1961 Pula, NK Osijek, NK Međimurje Čakovec, HNK Hajduk Split, NK Slaven Belupo, HNK Gorica, RK PPD Zagreb, RK Koprivnica, RK Rovinj, Handball Special Wien, Handball Special Graz, FC München 1860.
Afirmirao se u Metkoviću u kojem su kalili igrači koji su stekli afirmaciju tj. razvili se kao igrači kao Ivano Balić, Petar Metličić, Renato Sulić, Blaženko Lacković, Valter Matošević, Mario Kelentrić, Gyorgy Zsigmond, Ivan Vukas, Nenad Kljaić, Ivan Markovski, Marko Kopljar, Dario Jagić, Luka Raković, Igor Karačić, Sandro Uvodić, Stanko Sabljić.
Bio je član Metkovića kad je 2000. igrao završnicu Kupa EHF u kojem su svladali Flensburg. Igranjem rukometa bavi se i danas i na vrhunskoj razini. Na utakmici 2. HMRL Zapad, igrajući za Rovinj postigao je 12 pogodaka protiv pričuvne momčadi hrvatskog prvaka Zagreba koju je Rovinj dobio 33:30.

## Igračka karijera
- 1989. – 1992. RK Budućnost Banovići  (Bosna i Hercegovina)
- 1992. – 1994. RK Koprivnica
- 1994. – 1995. RK Zrinski Tuzla ( Bosna i Hercegovina )
- 1995. – 1996. RK Zamet Rijeka
- 1996. – 1997. RK Senj
- 1997. – 1999. RK Zadar
- 1999. – 2000. RK Metković Jambo
- 2000. – 2001. RK Rudar Labin
- 2001. – 2002. HC Aris Nikeas (Grčka)
- 2002. – 2003. RK Metković Jambo
- 2003. – 2005. RK Crikvenica
- 2005. – 2006. HC Djurgarden (Švedska)
- 2006. – 2007. Pfadi Winterthur (Švicarska)
- 2007. – 2009. HC Intercollege Nikozija (Cipar)
- 2009. – 2011. HC SPE Strovolos  (Cipar)
- 2011. – 2011. HC El-Entag El Harby (Egipat)
- 2011. – 2013. RK Medveščak Zagreb
- 2013. -       RK Rovinj

## Trenerska karijera
- RK Crikvenica (trener mlađih dobnih skupina )
- RK Medveščak Zagreb(trener mlađih dobnih skupina )
- RK Rovinj (trener seniora)

## Vanjske poveznice
- Hrvatski rukomet